# ピアノソナタ第13番 (シューベルト)
ピアノソナタ第13番 イ長調 作品120, D 664 は、フランツ・シューベルトが1819年の夏頃に作曲したピアノソナタ。
3楽章構成の小規模ソナタで優雅な小品として愛好者も多い。後年の『第20番 イ長調』（D 959）は4楽章の大作なので「イ長調の大ソナタ」、本作を「イ長調の小ソナタ」と称される場合もある。

## 曲の構成
全3楽章、演奏時間は約24分。
- 第1楽章 アレグロ・モデラート
イ長調、4分の4拍子、ソナタ形式。
冒頭のCis-D-Eの進行が繰り返される。再現部以降は形式どおり。

- 第2楽章 アンダンテ
ニ長調、4分の3拍子。
4分音符1つと8分音符4つのリズムが支配しており、長短調が交錯していて微妙な陰影を醸し出している。

- 第3楽章 アレグロ
イ長調、8分の6拍子、ソナタ形式。
モーツァルト風な愉悦に満ち溢れた旋律に始まる軽快な終楽章で、華々しい音階進行が全曲を駆け巡る。